# Castelo Ina
Castelo Ina (伊奈城, Inajō) é um castelo localizado na antiga cidade Kozakai, atual Toyokawa em Aichi, Japão.

## História
Honda Sadatada, daimyo da vila de Ina, construiu o castelo por volta de 1440. O castelo Ina estava bem situado, cercado em três lados por arrozais e rios e na frente pela entrada. Isto concedia o fácil e seguro acesso à fortaleza, o que permitiu a entrada de suprimentos diretamente da Baía de Mikawa. Os descendentes de Sadatora continuaram a utilizar o castelo como sede da qual determinara a área por cerca de 150 anos, até que Honda Yasutoshi se transferiu para a província de Shimōsa. Hoje em dia existe um parque dedicado aos turistas no local do castelo, com uma pequena reconstrução de uma torre e placas explicativas em japonês.